# Catherine Cheatley
Catherine Cheatley (ur. 6 kwietnia 1983 w Wanganui) – nowozelandzka kolarka torowa i szosowa, brązowa medalistka torowych mistrzostw świata.

## Kariera
Pierwszy sukces w karierze Catherine Cheatley osiągnęła w 2007 roku, kiedy została mistrzynią Nowej Zelandii w indywidualnym wyścigu na dochodzenie. Jeszcze w tym samym roku wystartowała na mistrzostwach świata w Palma de Mallorca, gdzie wywalczyła brązowy medal w wyścigu punktowym, wyprzedziły ją jedynie Australijka Katherine Bates i Dunka Mie Bekker Lacota. W 2008 roku brała udział w igrzyskach olimpijskich w Pekinie, zajmując 53. miejsce w szosowym wyścigu ze startu wspólnego oraz siedemnaste miejsce w wyścigu punktowym. Na szosowych mistrzostwach świata w Mendrisio zajęła dziesiąte miejsce w wyścigu ze startu wspólnego. W tej samej konkurencji została mistrzynią Nowej Zelandii w 2011 roku.